# Tarail
Tarail è un sottodistretto (upazila) del Bangladesh situato nel distretto di Kishoreganj, divisione di Dacca. Si estende su una superficie di 136,88 km² e conta una popolazione di 159.739  abitanti (censimento 2011).